# Чолаку-Векі
Чолаку-Векі (рум. Ciolacu Vechi) — село у Фалештському районі Молдови. Входить до складу комуни, адміністративним центром якої є село Чолаку-Ноу.

## Населення
За даними перепису населення 2004 року у селі проживали 993 особи.
Національний склад населення села:
| Національність | Кількість осіб | Відсоток |
| -------------- | -------------- | -------- |
| молдавани      | 976            | 98,3%    |
| українці       | 17             | 1,7%     |
| Всього         | 993            | 100%     |